# Hámori László (játékvezető)
Hámori László (Pécs, 1933–1989) magyar nemzetközi labdarúgó-játékvezető.

## Pályafutása
Fiatalon ismerkedett meg a labdarúgással. Játékos pályafutása Veszprémben kezdődött, majd katonaként a Budapesti Honvédhez került. Leszerelése után a Pécsi VSK játékosa lett, ahol tíz évig szerepelt a kapuban.
A játékvezetői vizsgát 1969-ben tette le, 1967-ben országos kerettag, NB II-es játékvezető[forrás?], majd 1970-ben volt az első NB I-es bajnoki  mérkőzése. Az utolsó NB I-es találkozót 1979-ben vezette. NB I-es mérkőzéseinek száma: 95.
| Időpont           | Helyszín                  | Mérkőzés típusa          | Mérkőzés                       | Eredmény |
| ----------------- | ------------------------- | ------------------------ | ------------------------------ | -------- |
| 1970. október 11. | Városi stadion, Tatabánya | első NB. I-es mérkőzés   | Tatabányai Bányász–Szegedi EOL | 4 – 1    |
| 1979. június 16.  | ZTE Stadion, Zalaegerszeg | utolsó NB. I-es mérkőzés | Zalaegerszegi TE–Újpesti Dózsa | 3 – 3    |

Vezetett Kupa-döntők száma:  1.
| Időpont        | Helyszín             | Mérkőzés típusa | Mérkőzés               | Eredmény |
| -------------- | -------------------- | --------------- | ---------------------- | -------- |
| 1976. május 1. | Népstadion, Budapest | döntő           | Ferencvárosi TC–MTK-VM | 1 : 0    |

A Magyar Labdarúgó-szövetség (MLSZ) Játékvezető Bizottsága (JB) terjesztette fel nemzetközi játékvezetőnek, a Nemzetközi Labdarúgó-szövetség (FIFA) 1975-től tartotta nyilván bírói keretében. Nemzetközi mérkőzésen 1974-ben Firenzében partjelzőként mutatkozott be. Több válogatott és nemzetközi klubmérkőzést vezetett, vagy működő társának partbíróként segített. Az aktív nemzetközi játékvezetéstől 1979-ben búcsúzott. Nemzetközi játékvezetői pályafutása alatt 14 nemzeti válogatott és 8 nemzetközi kupamérkőzésen működött.
Aktív játékvezetői pályafutását befejezve országos és megyei játékvezető ellenőrként tevékenykedett. Rövid ideig a Baranya megyei Játékvezető Bizottság (JB) Elnökeként végzett megbecsült sportmunkát.